# Uli Edel
Ulrich Edel (Neuenburg am Rhein, 11 d'abril de 1947) és un director de cinema i de telefilms alemany. Entre les seves pel·lícules de major èxit es troben Christiane F. – Wir Kinder vom Bahnhof Zoo, Last Exit to Brooklyn i RAF: Facció de l'Exèrcit Roig.

## Carrera
Després d'estudiar Art Dramàtic i Germanística en Munic, Uli Edel va ser admès a l'Escola Superior de Cinema i Televisió (Hochschule für Fernsehen und Film, abreujat HFF) d'aquesta ciutat. Allí va conèixer a Bernd Eichinger, amb el qual va compartir la fascinació per la nouvelle vague, el neorealisme italià i el cinema de Hollywood, i que posteriorment va ser productor de diverses de les seves pel·lícules més importants. Tots dos van conèixer també en la HFF a Herman Weigel, que va escriure els guions d'alguns dels seus curts i posteriorment de la pel·lícula Christiane F. – Wir Kinder vom Bahnhof Zoo.
Entre els curts que Uli Edel va dirigir en la HFF es troben Der kleine Soldat, de 1971, amb guió de Weigel i amb Eichinger com a director de producció i Tommy kehrt zurück, de 1973, també amb guió de Weigel. Al mateix temps que assistia a la HFF, Edel va prendre lliçons d'interpretació, interessant-se per les teories de Konstantin Stanislavski i Lee Strasberg. Després de la seva graduació en 1974 va treballar com assistent de direcció i editor per a Douglas Sirk en el curt Sylvesternacht - ein Dialog, de 1978, adaptació de l'obra de teatre en un acte d’Arthur Schnitzler, i va dirigir diversos curts, sèries i telefilms.
En 1980 Uli Edel va dirigir Christiane F. – Wir Kinder vom Bahnhof Zoo, produïda per Bernd Eichinger i amb guió d'Herman Weigel, basada en la història real de Christiane F., una drogoaddicta adolescent, en els anys 70 a Berlín. La pel·lícula es va estrenar a l'any següent i va ser un gran èxit, tant a nivell nacional com internacional, obtenint en 1981 la Goldene Leinwand (Pantalla d'Or) (per la venda de més de tres milions d'entrades en un període 18 mesos), així com el Premi Air Canada a la pel·lícula més popular en el Festival Internacional de Cinema de Mont-real.
El 1989 Edel i Eichinger van tornar a col·laborar a Last Exit To Brooklyn, amb Stephen Lang i Jennifer Jason Leigh, la fosca i controvertida novel·la Last Exit to Brooklyn, de 1964, de l'escriptor nord-americà Hubert Selby Jr., que reflecteix els ambients marginals de Brooklyn de principis dels anys 50. La pel·lícula va suposar un nou èxit i Uli Edel va obtenir amb ella el premi a la direcció dels Bayerischer Filmpreis en 1989 a l'any següent la Filmband in Gold (Pel·lícula d'Or) en les categories de direcció i millor pel·lícula als Deutscher Filmpreis de 1990.
En 1990 Uli Edel es va traslladar als Estats Units, on ha desenvolupat gran part de la seva carrera, dirigint pel·lícules, minisèries per a televisió i telefilms.
En aquesta etapa, Edel va dirigir les pel·lícules per al cinema El cos del delicte de 1993, thriller eròtic amb Madonna i Willem Dafoe, i The Little Vampire, de 2000, pel·lícula infantil rodada en Escòcia, que va obtenir la Filmband in Gold (Pel·lícula d'Or) en la categoria de Pel·lícula infantil o juvenil en els Premis del Cinema Alemany de 2001.
Entre les minisèries i pel·lícules per a televisió dirigides per Uli Edel en la seva etapa nord-americana destaquen: la minisèrie Rasputin, de 1996, rodada a Hongria, que va guanyar el Golden Globe per a la millor minisèrie o pel·lícula feta per a televisió
Entre las miniseries y películas para televisión dirigidas por Uli Edel en su etapa norteamericana destacan: la miniserie Rasputin: Dark Servant of Destiny, de 1996, rodada a Hongria, que va guanyar el Globus d'Or a la millor minisèrie o telefilm, amb Alan Rickman, que també va obtenir el Globus d’Or a la millor interpretació pel seu paper de Grigori Rasputin, el controvertit personatge que va tenir una gran influència en la família del tsar Nicolau II de Rússia; el western Purgatory, de 1999; la minisèrie The Mist of Avalon, de 2001, rodada a la República Txeca, nominada a la millor minisèrie o pel·lícula per a televisió en la Setena Edició dels Critics' Choice Awards i en els Premis Emmy,, basada en la novel·la homònima de l'escriptora nord-americana Marion Zimmer Bradley, que recrea la llegenda del Rei Artur des del punt de vista dels seus personatges femenins; la minisèrie Caesar, de 2002, rodada a Malta i Bulgària, amb Jeremy Sisto, com Juli Cèsar, i Richard Harris, en un dels seus últims papers, com Luci Corneli Sul·la; i el telefilm King of Texas, de 2002, adaptació d'El rei Lear, de Shakespeare.
A més, Edel va dirigir als Estats Units alguns episodis de diverses sèries, com Confessions of a Sorority Girl (de la sèrie Rebel Highway), Ancient Tribes (de la sèrie Oz), i quatre episodis de la sèrie Homicide: Life on the Street.
En 2004 Uli Edel va dirigir a Sud-àfrica les dues parts de la coproducció per a televisió Die Nibelungen qque va tenir un gran èxit d'audiència, i que està basada en la Saga völsunga, un text islandès en prosa del segle XIII, i en el poema èpic alemany Cant dels Nibelungs, de la mateixa època.
De nou a Alemanya i amb Bernd Eichinger com a productor, en 2007 Uli Edel va dirigir RAF: Facció de l'Exèrcit Roig, adaptació cinematogràfica del llibre homònim publicat en 1985 per Stefan Aust, redactor cap de Der Spiegel. La pel·lícula va ser nominada en 2009 per als Premis del Cinema Alemany, als Globus d'Or i a l'Oscar a la millor pel·lícula de parla no anglesa.
En 2009 Edel va dirigir Zeiten ändern Dich produïda també per Eichinger i basada en el llibre autobiogràfic del cantant de rap Bushido.
En 2012 va dirigir per encàrrec de la ZDF la superproducció de tres capítols Das Adlon. Eine Familiensaga, emesa al gener de 2013, i que va ser nominada en aquest any al premi a la millor minisèrie en els Deutscher Fernsehpreis i va guanyar el Premi Magnolia al millor telefilm en el Festival Internacional de Televisió de Xangai i la Medalla de Plat als Frstivals New York de 2014, en la categoria TV Movie/Drama Special.
En 2013 va dirigir a Budapest la minisèrie de dos capítols Houdini, sobre l'il·lusionista i escapista nord-americà d'origen hongarès Harry Houdini, emesa en 2014 i nominada en 2015 per al premi Emmy a la millor direcció d'una minisèrie.

## Premis destacats
- Goldene Leinwand (Pantalla d’Or) el 1981, per Christiane F. – Wir Kinder vom Bahnhof Zoo.[1]
- Premi a la direcció dels Premis Bavaresos del Cinema en 1989 per Letzte Ausfahrt Brooklyn.[3]
- Filmband in Gold een les categories de direcció i millor pel·lícula en els Premis del Cinema Alemany en 1990 per Letzte Ausfahrt Brooklyn.[4]
- Globus d’Or en 1997 per a la millor minisèrie o pel·lícula feta per a televisió, per Rasputin.[6]
- Filmband in Gold (Pel·lícula d'Or) en la categoria de Pel·lícula infantil o juvenil en els Premis del Cinema Alemany en 2001 per The Little Vampire').[5]
- Premi Magnolia al millor telefilm en el Festival Internacional de Televisió de Xangai en 2013, per Das Adlon. Eine Familiensaga.[13]

## Filmografia
- 1971: Der kleine Soldat (curt)
- 1973: Tommy kehrt zurück (curt)
- 1978: Der harte Handel (TV)
- 1978: Das Ding (minis+erie)
- 1981: 'Christiane F. – Wir Kinder vom Bahnhof Zoo
- 1984: Eine Art von Zorn (TV)
- 1989: Last Exit to Brooklyn
- 1991: Twin Peaks (temporada 2; episodi 14)
- 1993: 'El cos del delicte
- 1994: Confessions of a Sorority Girl (TV)
- 1995: Tyson (TV)
- 1995: Rasputin (minisèrie)
- 1999: Purgatory (TV)
- 2000: The Little Vampire
- 2001: The Mists of Avalon, minisèrie
- 2002: Julius Caesar (TV)
- 2002: King of Texas, (TV)
- 2003: Evil Never Dies (TV)
- 2004: Die Nibelungen (TV)
- 2008: RAF: Facció de l'Exèrcit Roig
- 2010: Zeiten ändern Dich
- 2013: Das Adlon. Eine Familiensaga (minisèrie)
- 2014: Houdini (minisèrie)
- 2015: Pay the Ghost
- 2019: Der Club der singenden Metzger (telefilmm)
- 2019 Unterm Birnbaum (telefilm)